# Virus minute des chiens
Espèce
Le virus minute des chiens (MVC, en anglais minute virus of canines) est un parvovirus de l'espèce Carnivore bocaparvovirus qui infecte les chiens. Sa structure protéique et son ADN ressemblent à ceux du parvovirus bovin (en) et à ceux du bocavirus humain (en), responsable d'infections respiratoires chez l'homme.
Le virus minute des chiens a été découvert en 1967 en Allemagne chez des chiens de guerre ; à cette époque, on pensait qu'il ne provoquait pas de maladie. Les chiens et les chiots sont infectés par voie orale et le virus est transmis aux fœtus à travers le placenta. Les symptômes apparaissent généralement entre l'âge d'une et trois semaines : ils comportent de sévères diarrhées, des difficultés respiratoires et de l'anorexie. Dans les cas les plus graves, la maladie est mortelle.
Des expériences ont montré que le virus traverse le placenta quand la chienne est infectée entre le 25e et le 30e jour de gestation et qu'il peut causer des avortements. Quand la mère est infectée entre le 30e et le 35e jour, les chiots naissent parfois atteints de myocardite et d'anasarque. Des lésions des fœtus ont été observées au niveau des poumons et de l'intestin grêle.

## Virologie
Il s'agit d'un virus à ADN simple brin sans enveloppe. Son génome  compte environ 5400 nucléotides. Ses terminaisons sont palindromiques. Il existe un unique promoteur P6 permettant de transcrire deux protéines non structurales (NS1 et NP1) et deux protéines de la capside (VP1 et VP2) par épissage alternatif et polyadénylation alternée. La protéine NS1 est indispensable à la réplication du génome du virus. La protéine NP1, spécifique au genre Bocavirus, semble critique au bon déroulement de celle-ci, qui souffre de graves défauts lorsqu'elle est endommagée.